# Шпреса Хадри
Шпреса Хадри (на албански: Shpresa Hadri, на македонска литературна норма: Шпреса Хадри) е политик от Северна Македония от албански произход.

## Биография
Родена е на 6 март 1964 година в град Тетово, тогава във Социалистическа федеративна република Югославия, днес в Северна Македония. Има магистърска степен.
В 2014 година е избрана за депутат от Демократичния съюз за интеграция в Събранието на Република Македония. В 2016 година отново е избрана за депутат.